# Sylvanus Okpala
Sylvanus Okpala (né le 5 septembre 1961 dans l'état d'Anambra au Nigeria) est un joueur de football international nigérian, qui évoluait au poste de milieu de terrain.

## Biographie

### Carrière en club
Sylvanus Okpala joue 62 matchs et inscrit 6 buts en première division portugaise avec les clubs du CS Marítimo et du Desportivo Nacional.

### Carrière en sélection
Avec l'équipe du Nigeria, il joue 45 matchs (pour 4 buts inscrits) entre 1979 et 1988. 
Il figure dans le groupe des sélectionnés lors des Coupes d'Afrique des nations de 1980 et de 1982. Son équipe remporte la compétition en 1980.
Il participe également aux Jeux olympiques de 1980 et de 1988. Il joue trois matchs lors du tournoi olympique de 1980 et à nouveau trois lors du tournoi de 1988.

## Palmarès
| Enugu Rangers - Championnat du Nigeria (2) : - Champion : 1981 et 1982. - Coupe du Nigeria (2) : - Vainqueur : 1981 et 1983. |  | Nigeria - Coupe d'Afrique des nations (1) : - Vainqueur : 1980 |